# Haardorf (Osterfeld)
Haardorf ist ein Ortsteil der Stadt Osterfeld im Burgenlandkreis in Sachsen-Anhalt.

## Lage
Haardorf befindet sich südwestlich der Stadt Osterfeld und östlich von Goldschau in einem landwirtschaftlich intensiv genutzten Gebiet an der Landesstraße 190.

## Geschichte
Das Dorf wurde 1350 erstmals urkundlich als Hordorf erwähnt.
Eine von Herzog August von Sachsen-Weißenfels in Auftrag gegebene statistische Erhebung aus dem Jahr 1663 ergab für Haardorf eine Einwohnerzahl von 56 Personen, 1 die auf 12  Bauerngüter und ein bebautes Gartengrundstück verteilt lebten. Bis ins 18. Jahrhundert stieg die Zahl der Grundstücke auf 20. Im Jahr 1852 betrug die Einwohnerzahl 148 Personen und sollte bis 1905 auf 440 steigen, ehe bis 1971 ein Schwund auf 351 Personen einsetzte.
Während der Deutschen Revolution engagierte sich Theodor Held, damals Hauslehrer auf dem örtlichen Rittergut, für politische Reformen. Er wurde im November 1848 verhaftet und zu sechs Jahren Festungshaft verurteilt.
Von 1849 bis 1867 diente die südöstlich von Haardorf gelegene Grube 111 der Gewinnung von Schwelkohle. Zur örtlichen Verarbeitung ging 1864 eine Teerschwelerei in Betrieb.
Von 1857 bis 1865 wurde vor Ort die Separation durchgeführt.
Vom 10. Juli 1945 bis 1. April 1946 gehörte Haardorf zunächst zur Gemeinde Goldschau und wurde am 1. Juli Waldau angegliedert. Die neu entstandene Gemeinde trug die Gemeindenr. 082032 und gehörte dem Kreis Zeitz im Bezirk Halle an. Am 20. Juli 1952 entstand in Haardorf die erste Landwirtschaftliche Produktionsgenossenschaft des Landkreises.
Zum 1. Januar 2010 wurde die Gemeinde Waldau im Zuge der Gemeindegebietsreform durch die Stadt Osterfeld eingemeindet.

## Bildungs- und Erziehungswesen
Die für Haardorf zuständige Schule befand sich zunächst in Lissen, ehe 1832 ein eigenes Schulgebäude errichtet und ein Jahr später in Benutzung genommen wurde. Erster Lehrer war Karl Sylvester Becker, der vor Ort bereits als Hauslehrer gewirkt hatte. 1869 wurde ein neues Schulhaus erbaut. Die Gebietsreform von 1950 führte auch zum Zusammenschluss der Schulen von Haardorf und Waldau, sodass nur noch der Unterricht für die Unterstufe in Haardorf stattfand. 1969 wurde der Schulstandort gänzlich geschlossen, das Gebäude dient seitdem als Wohnhaus.
Der Kindergarten Haardorf besteht seit dem 29. September 1951. In selbigen wurden 1993 auch die seit 1964 separat bestehende Kinderkrippe sowie der Kindergarten Waldau integriert.
Auf dem Gelände des ehemaligen Rittergutsgartens wurde 1957 ein Sportplatz errichtet.

## Tourismus
Nördlich von Haardorf verlief die Bahnstrecke Zeitz–Camburg, die im Jahr 2000 stillgelegt wurde. Auf der Bahntrasse wurde ein asphaltierter Radweg eingerichtet, welcher sich von Zeitz bis Camburg erstreckt, dieser wurde 2020 fertiggestellt (Zuckerbahn-Radweg). In Haardorf gibt es einen Eselhof, von wo aus Pilgertouren mit Packeseln ins Umland unternommen werden können.

## Kirche
Haardorf hatte vermutlich bis ins frühe 16. Jahrhundert einen eigenen Pfarrer, wurde aber infolge der Reformation 1541 der Kirchgemeinde Lissen zugeordnet. Die örtliche Kirche wurde wegen Baufälligkeit fast völlig neuerrichtet und ab 1600 genutzt. Die Kirchgemeinde wird in Quellen aus dem 16. und 18. Jahrhundert als sehr vermögend beschrieben.
1849 erfolgte an einem anderen Standort die Einweihung der heute noch bestehenden neuromanischen Kirche, das alte Gotteshaus wurde 1851 abgerissen.

## Persönlichkeiten
- Hans Friedrich von Brandt (1596–1657), Geheimer Rat und Hofrichter
- Paul Schreck (1892–1948), Politiker (KPD), geboren in Haardorf